# Colon sigmoideum
1. urinblære, 2. kønsben, 3. penis, 4. svulmelegeme, 5. glans, 6. forhud, 7. urinrørsmunding, 8. colon sigmoideum, 9. endetarm, 10. sædblære, 11. ductus ejaculatorius, 12. prostata,13. Cowpers kirtel, 14. endetarmsåbning, 15. sædledere, 16. bitestikel, 17. testikel, 18. pung.
Colon sigmoideum (lat. "S-formede tyktarm") eller colon pelvicum er en gennemsnitligt 40 cm lang del af tyktarmen. Dens længde kan dog variere fra 15 til 80 cm. Tarmen har et S-formet forløb fra den nedstigende tyktarm, colon descendens, til endetarmen, rectum.

## Forløb
Colon sigmoideum har en variabel lejring i bughulen, men i reglen entrer den det lille bækken oppefra fra venstre mod højre. Herefter drejer tarmen bagud for at møde bækkenets bagvæg i midtlinjen for derefter at dreje nedad og gå over i endetarmen. Hvis tarmen har et langt forløb, kan den have flere slynger i bækkenet eller endda have en slynge højt opppe i bughulen. Hvis tarmen derimod har et kort forløb, kan den, så snart den har nået bækkenet, dreje direkte bagud for at møde endetarmen.
Når urinblæren og endetarmen er fulde, er der som regel ikke plads til colon sigmoideum i bækkenet, og den skubbes derfor op i bughulen.